# Pförring
Pförring település Németországban, azon belül Bajorországban. Lakosainak száma 4114 fő (2023. december 31.). Pförring Neustadt an der Donau, Mindelstetten, Oberdolling, Altmannstein, Vohburg an der Donau és Münchsmünster községekkel határos.

## Népesség
A település népessége az elmúlt években az alábbi módon változott:
| Lakosok száma | 1078 | 1625 | 2881 | 2424 | 3528 | 3600 | 3687 | 3746 | 3980 | 4114 |
|               | 1875 | 1950 | 1970 | 1975 | 2012 | 2014 | 2016 | 2017 | 2021 | 2023 |